# شب بخیر جناب کنت و کاکتوس
شب بخیر جناب کنت و کاکتوس کتابی از اکبر رادی است و در آن دو نمایشنامهٔ شب بخیر جناب کنت و کاکتوس چاپ شده‌است.